# FL语言
FL（缩写的Function Level，函数级别），是John Backus、John Williams和Edward Wimmers在1980年代于IBM研究院创立的函数式编程语言，并于1989年形成报告文档。FL被设计为Backus更早的FP语言的后继者，提供了对Backus所称的函数级编程的专门支持。
FL是动态类型的严格函数式编程语言，带有很类似ML中的throw和catch的异常语义。每个函数都有一个隐含的历史实际参数，它被用来做像严格的函数式I/O（输入/输出）这样的事情，但也用来链接于C代码。为了进行优化，这里存在一个类型系统，它是Hindley–Milner类型推论的扩展。

## 使用
PLaSM是在1992年首次描述的"FL语言子集的面向几何的扩展"。

## 引用
1. ↑  Aiken, Alexander; Williams, John H.; Wimmers, Edward L.  (PDF). Stanford University.   [2020-04-20]. （原始内容存档 (PDF)于2019-09-07）.
2. ↑  . plasm.net.   [2020-04-20]. （原始内容存档于2020-03-04）.